# Moerisiidae
Die Moerisiidae sind eine ausschließlich im Meer lebende Familie der Hydrozoen (Hydrozoa) aus dem Stamm der Nesseltiere (Cnidaria). Es handelt sich um eine kleinere Familie mit etwa 11 Arten in drei Gattungen.

## Merkmale
Die Hydroidpolypen weisen moniliforme oder etwas modifizierte perlschnurförmige Tentakel auf, die verteilt oder in einem Kranz ungefähr in der Mitte des Hydranthenkörpers angeordnet sind. Die Medusenknospen entwickeln sich zwischen oder knapp unter den Tentakeln. Polypenknospen werden im unteren Teil des Hydranthen gebildet. Der Hydrocaulus ist verhältnismäßig kurz und endet in einer Fußscheibe, die Podocysten bildet, oder in stolonenähnlichen Röhren mit Podozysten an den Enden. Die Stolonen können auch mit anderen Hydranthen verbunden sein. Die Meduse besitzt ein quaderförmiges Manubrium. Dieses hat an der Basis radiale Loben, in die die radialen Kanäle münden. Der Mund ist einfach kreuzförmig. Es ist kein Magenstiel vorhanden. Zentripetale Kanäle können vorhanden sein oder auch fehlen. Die Gonaden sitzen auf dem Manubrium und auf den Loben, die das Manubrium umgeben, oder auch nur auf den Loben, die die radialen Kanäle überlagern. Die Meduse besitzt vier bis mehrere hundert randliche, perlschnurförmige (moniliforme) oder modifiziert perlschnurförmige Tentakel mit verwachsenen Knospen. Abaxiale Ocelli sind vorhanden.

## Geographische Verbreitung und Lebensraum
Die Familie wurde bisher nahezu weltweit mit Ausnahme der Antarktis und der polaren Gebiete nachgewiesen. Die Tiere leben im Süß-, Brack- und Salzwasser.

## Systematik
Nach der World Hydrozoa Database werden der Familie folgende Gattungen und Arten zugeordnet
- Familie Moerisiidae Poche, 1914
  - Halmomises von Kennel, 1891
    - Halmomises lacustris von Kennel, 1891

  - Moerisia Boulenger, 1907 (syn. Ostroumovia Hadzi, 1928 und Laccocoryne Uchida & Uchida, 1929)
    - Moerisia alberti Leloup, 1938
    - Moerisia carinae Bouillon, 1978
    - Moerisia gangetica Kramp, 1958
    - Moerisia gemmata (Ritchie, 1915)
    - Moerisia horii (T. Uchida & S. Uchida, 1929)
    - Moerisia inkermanica Paltschikowa-Osroumova, 1925
    - Moerisia lyonsi Boulenger, 1908
    - Moerisia pallasi (Derzhavin, 1912)

  - Odessia Paspalew, 1937
    - Odessia maeotica (Ostroumoff, 1896)
    - Odessia microtentaculata Xu, Huang & Chen, 1991

### Online
- Suborder Capitata Kühn, 1913. Classification. Family Moerisiidae. (Memento vom 27. September 2012 im Internet Archive).